# Helmuth Grössing

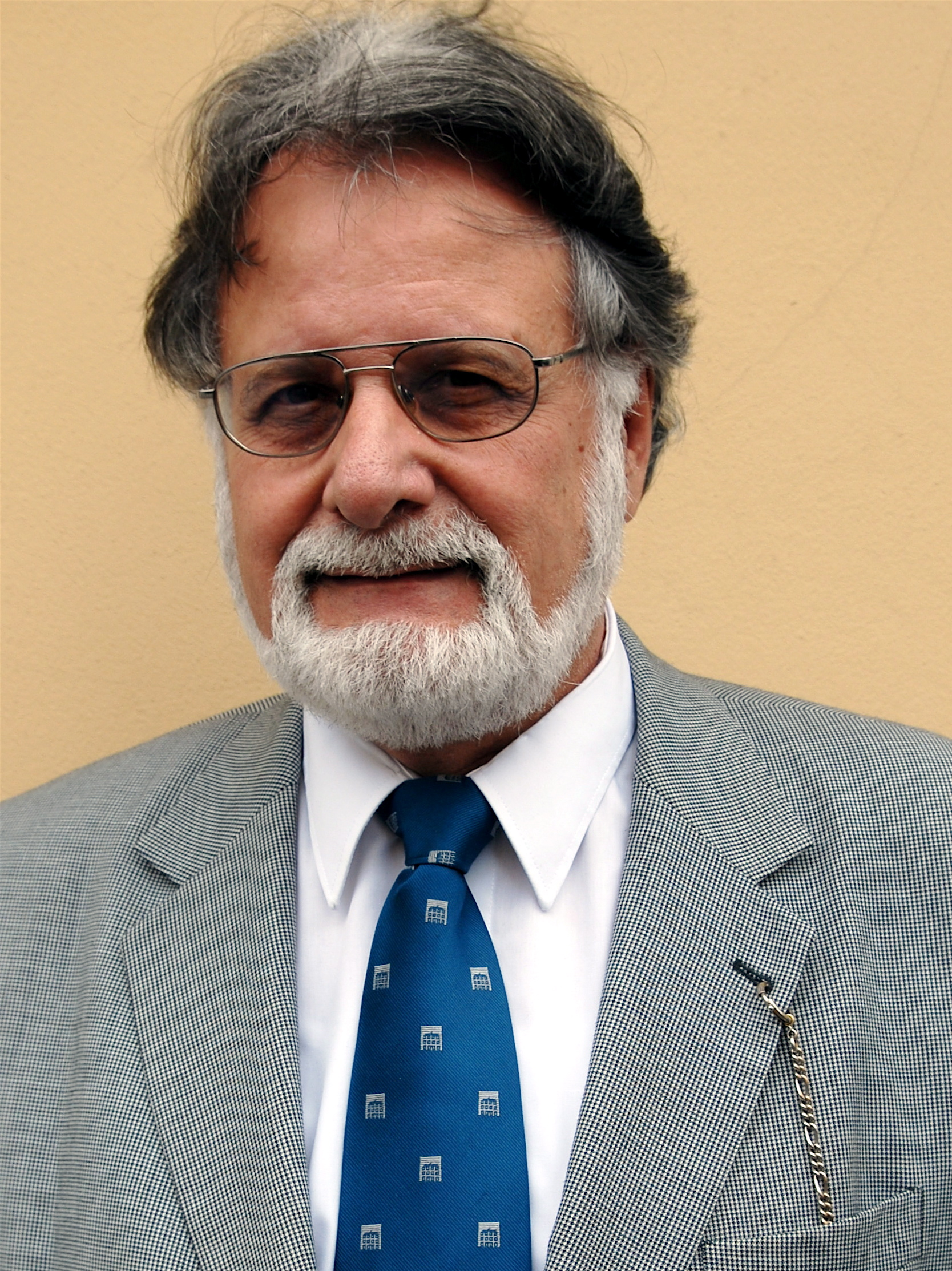
Helmuth Grössing, 2008

Helmuth Grössing (* 16. Jänner 1940 in Leoben, Steiermark) ist ein österreichischer Historiker und Wissenschaftsorganisator. Seine Forschungsschwerpunkte sind Renaissance-Humanismus, spätmittelalterliche und frühneuzeitliche Astronomie sowie Hexenprozesse. Er ist verheiratet und hat zwei erwachsene Kinder.

## Schule und Studium
Grössing besuchte in Leoben die Volksschule und das Realgymnasium, wo er 1958 die Matura ablegte. Danach studierte er an der Universität Wien vor allem Geschichte und schrieb seine (ungedruckte) Dissertation über Johannes Stabius. 1965 promovierte er bei Alfons Lhotsky zum Dr. phil. und besuchte anschließend den dreijährigen Kurs des Instituts für Österreichische Geschichtsforschung, den er 1968 mit einer Staatsprüfung abschloss. Aufgrund dieses Abschlusses und aufgrund seiner späteren Archivpraxis erhielt er im Jahr 2000 den Titel eines MAS.

## Archiv und Universitätslehre
Ab 1966 war Grössing Archivar am Wiener Stadt- und Landesarchiv (seit 1975 ist er „Archivrat“). 1976 berief ihn Günther Hamann als Assistenten. 1982 habilitierte er sich für Geschichte der Neuzeit, und zwar mit seiner Studie über die Humanistische Naturwissenschaft. 1989 wurde er zum „titulierten außerordentlichen Universitäts-Professor“ ernannt.
Von 2002 bis 2008 war er geschäftsführender Direktor des Instituts Österreichisches Biographisches Lexikon und Biographische Dokumentation der Österreichischen Akademie der Wissenschaften.

## Gesellschaft und Buchreihe für Wissenschaftsgeschichte
Günther Hamann war 1980 die treibende Kraft bei der Gründung der Österreichischen Gesellschaft für Geschichte der Naturwissenschaften. Dabei konnte er sich auf Grössing stützen, der von Beginn an organisatorisch mitwirkte und Hamann 1988 als Präsident ablöste. 1992 erfolgte die Umbenennung zur Österreichischen Gesellschaft für Wissenschaftsgeschichte, was mit einer thematischen Erweiterung verbunden war. Bereits 1981 begann die Publikation einer wissenschaftlichen Zeitschrift, die heute Mitteilungen der Österreichischen Gesellschaft für Wissenschaftsgeschichte heißt und als Übertitel die Stichworte Mensch – Wissenschaft – Magie angibt. Grössing trug bei dieser wissenschaftlichen Zeitschrift stets einen großen Teil der redaktionellen Last. Grössing begründete die Buchreihe Perspektiven der Wissenschaftsgeschichte. Mit dem Erscheinungsjahr 1987 kam Bd. 4: Lohn und Strafe in der Wissenschaft. Naturforscher im Urteil der Geschichte von Franz Stuhlhofer. Bd. 1 blieb für Günther Hamann reserviert, dessen Aufsatz-Sammlung unter dem Titel Die Welt begreifen und erfahren 1993 erschien.

## Forschungen zur „Humanistischen Naturwissenschaft“
Grössing begann seine Untersuchungen zur Wissenschaftsgeschichte mit der Geschichte der Astronomie in Wien: Nach Stabius widmete er sich Georg von Peuerbach und Regiomontanus. Außerdem betreute er Franz Stuhlhofer bei dessen Dissertation über Georg Tannstetter. Besondere Aufmerksamkeit wandte er Conrad Celtis und dem Wiener Humanismus um 1500 zu. Grössing sah eine enge Verbindung zwischen der Geisteshaltung des Humanismus und der naturwissenschaftlichen Forschung. Eine solche Verbindung wurde im sogenannten Poetenkolleg verwirklicht, in dem neben zwei Lehrern für Poetik und Rhetorik auch zwei Lehrer für Mathematik im weitesten Sinn, also einschließlich naturwissenschaftlicher Anwendungsbereiche z. B. in Astronomie und Kartographie, unterrichteten.
Grössing fasst seine Sicht von der „Humanistischen Naturwissenschaft“ zusammen, indem er sie in sechs Prinzipien darlegt: Die humanistische Naturwissenschaft …
… (1) ist inhaltlich Naturphilosophie in aristotelisch-scholastischem Sinne, (2) vermehrt die Naturforschung um das kritische Moment und zeigt Ansätze einer Methodenlehre, (3) ist vornehmlich Buchwissenschaft, ohne modernes Experiment zu praktizieren, (4) behandelt überlieferte Texte der griechisch-römischen Antike, aber auch des lateinischen Mittelalters, philologisch-kritisch, (5) wird weitergeführt und überboten durch die Naturwissenschaften der Renaissance, und (6) ist ein Teil des – von Grössing so benannten – Integralen Humanismus.
Grössings Sicht wurde in der Forschung aufgenommen, aber zum Teil als „überzogen“ beurteilt. Deutsche Humanismusforscher wie Dieter Wuttke, Fritz Krafft, Christoph Schöner oder Gregor Müller akzeptierten Grössings These im Wesentlichen; ebenso amerikanische Wissenschaftshistoriker wie Michael Shank, Richard Kremer oder Robert Westman.

## Bücher und Aufsätze (Auswahl)
- Humanistische Naturwissenschaft. Zur Geschichte der Wiener mathematischen Schulen des 15. und 16. Jahrhunderts. Baden-Baden 1983 (Habilitationsschrift).
- Humanistische Naturwissenschaft. In: Archiv der Geschichte der Naturwissenschaften. Band 819, 1983, S. 397–399.
- als Bearbeiter: Hexenprozeß. In: Gesammelte Werke Keplers; XII. München 1990.
- als Bearbeiter: Johannes Kepler: Somnium. In: Gesammelte Werke Keplers; Band XI,2. München 1993.
- mit Karl Kadletz: Christian Doppler (1803–1853). Band 1 (= Perspektiven der Wissenschaftsgeschichte Band 9/1), Wien 1992.
- Frühling der Neuzeit. Wissenschaft, Gesellschaft und Weltbild in der frühen Neuzeit. Erasmus, Wien 2000.
- Humanistische Naturwissenschaft – Scientia Mathematica. Einige Reflexionen zum Thema. In: Helmuth Grössing, Kurt Mühlberger (Hrsg.): Wissenschaft und Kultur an der Zeitenwende. Renaissance-Humanismus, Naturwissenschaften und universitärer Alltag im 15. und 16. Jahrhundert (Schriften des Archivs der Universität Wien; 15). V&R unipress, Göttingen 2012, S. 39–61 (dort S. 58–61 ein Anhang, in dem Grössing „inhaltliche Inkonsistenzen“ seiner Habilitationsschrift von 1983 erläutert).
- als Herausgeber der Buchreihe Perspektiven der Wissenschaftsgeschichte, seit 1987 (bis Band 11, 1997, bei Böhlau, Wien; ab Band 12 bei Erasmus, Wien.)
- als Übersetzer: Konrad Celtis: Liebeslieder. Quatuor libri amorum secundum quatuor latera Germaniae 1502. Erasmus, Wien 2021, ISBN 978-3-9502954-5-0.